# Henry Theel
Henry Theel (14 de noviembre de 1917 – 19 de diciembre de 1989), también conocido por el pseudónimo Heikki Hovi, fue uno de los más destacados cantantes finlandeses de los años 1940 y 1950, aunque siguió en activo hasta finales de la década de 1980. Algunas de sus canciones de mayor fama fueron "Syyspihlajan alla", "Liljankukka", "Hiljaa soivat balalaikat" y "Satumaa". A lo largo de su carrera interpretó más de 500 canciones, actuando en al menos cinco películas. Fue llamado el Tino Rossi finlandés.

## Biografía
Su nombre completo era Henry Per-Erik Theel, y nació en Helsinki, Finlandia, en el seno de una familia de origen sueco finlandés, aunque pasó sus primeros años en Oulu. En sus inicios cantaba por afición, pero eso cambió en 1942 cuando hizo su primera grabación, la canción "Syyspihlajan alla". En 1945, Theel empezó a cantar temas de Toivo Kärki, y en 1950 ya había hecho más de doscientas cincuenta grabaciones. Entre 1946 y 1952, Theel y Kärki viajaron en gira por Finlandia, época en la que alcanzó fama su interpretación de "Punainen mylly". Theel siguió grabando en los años 1950, aunque una lesión en sus cuerdas vocales le obligó a tomarse un descanso.
Theel volvió a grabar a comienzos de los años 1960, siendo sus mayores éxitos "Sellanen ol 'Viipuri", "Syysillan Tuuli", "Tangokavaljeeri" y "Rattaanpyörä". Tras esto hizo algunas grabaciones acompañado de la orquesta Humppa-Veikkot de Kullervo Linna, y continuó con su actividad discográfica hasta su muerte. A lo largo de su carrera Theel cantó en finés, sueco, italiano y español. Algunas de sus canciones más conocidas en sueco fueron "Kan du vissla Johanna?" , "Vintergatan" y "Min älskling".
Henry Theel falleció en 1989 en Helsinki, e los setenta y dos años de edad. Fue enterrado junto a su esposa, Svea Dorothea Ahlberg (17 de marzo de 1913 – 25 de agosto de 1970), en el Cementerio de Hietaniemi, en Helsinki.

## Discografía

### Álbumes
- 1970 : Henry Theel tänään (Finnlevy)
- 1972 : Kulkurin kaiho (Finnlevy)
- 1975 : Tatjaana tanssii (PSO)
- 1976 : Kultainen nuoruus (PSO)
- 1976 : Stadin kundi (PSO)
- 1977 : Henry Theel (PSO)
- 1977 : Henry Theel sjunger på svenska (PSO)
- 1978 : Oloneuvos (PSO)
- 1980 : Onnemme aika (PSO)
- 1982 : Tiritomba (Levytuottajat)
- 1983 : Liljankukka (Finnlevy)

### Colecciones
- 1968 : Henry Theel (Finnlevy)
- 1972 : Henry Theel 2 (Finnlevy)
- 1975 : Orpopojan valssi (Fonovox)
- 1978 : Unohtumattomat (Finnlevy)
- 1982 : Henry Theel laulaa (Finnlevy)
- 1991 : Henry Theel 1917−1989 (Finnlevy)
- 1993 : Henry Theel − Unohtumattomat 1 (Fazer Finnlevy)
- 1994 : Henry Theel − Unohtumattomat 2 (Fazer Finnlevy)
- 1999 : 20 suosikkia − Liljankukka (Warner Music Group)
- 2002 : Eron hetki on kaunis
- 2007 : Jokaiselle jotakin
- 2008 : Kotimaan sävel
- 2010 : Kyyneleitä

## Filmografía
- 1949 : Serenaadiluutnantti
- 1950 : Köyhä laulaja
- 1951 : Vain laulajapoikia
- 1952 : Lännen lokarin veli
- 1961 : Kokemäen Uunon kaupunkimatka (TV)